# Lutz Hoffmann (Turner)
Lutz Hoffmann (* 30. Januar 1959 in Weißenfels; † 5. Dezember 1997 in Bad Sachsa) war ein deutscher Turner.
Lutz Hoffmann begann 1964 mit dem Turnen. Ab 1976 trainierte er beim SC Dynamo Berlin, 1979 wurde Hoffmann DDR-Meister im Bodenturnen und Vizemeister im Pferdsprung. Bei der Weltmeisterschaft im selben Jahr belegte er mit der Mannschaft den vierten Platz. 1980 feierte er mit dem Gewinn der Silbermedaille bei den Olympischen Spielen in Moskau mit der Mannschaft seinen größten Erfolg. Zudem war er Siebter im Einzelmehrkampf und Sechster beim Bodenturnen. Bei der Europameisterschaft 1981 gewann er die Bronzemedaille am Barren. 1980 wurde er mit dem Vaterländischen Verdienstorden in Bronze ausgezeichnet.
Nach seiner Karriere studierte er an der Deutschen Hochschule für Körperkultur (DHfK) und wurde anschließend Trainer beim SC Dynamo Berlin. Nach der Wende war er am Internatsgymnasium Pädagogium Bad Sachsa als Lehrer tätig. 1997 nahm er sich das Leben. Sein Bruder Ulf Hoffmann war ebenfalls ein erfolgreicher Turner. In ihrer Jugendzeit bei Dynamo Berlin teilten sich beide ein Internatszimmer.